# UNOWAS

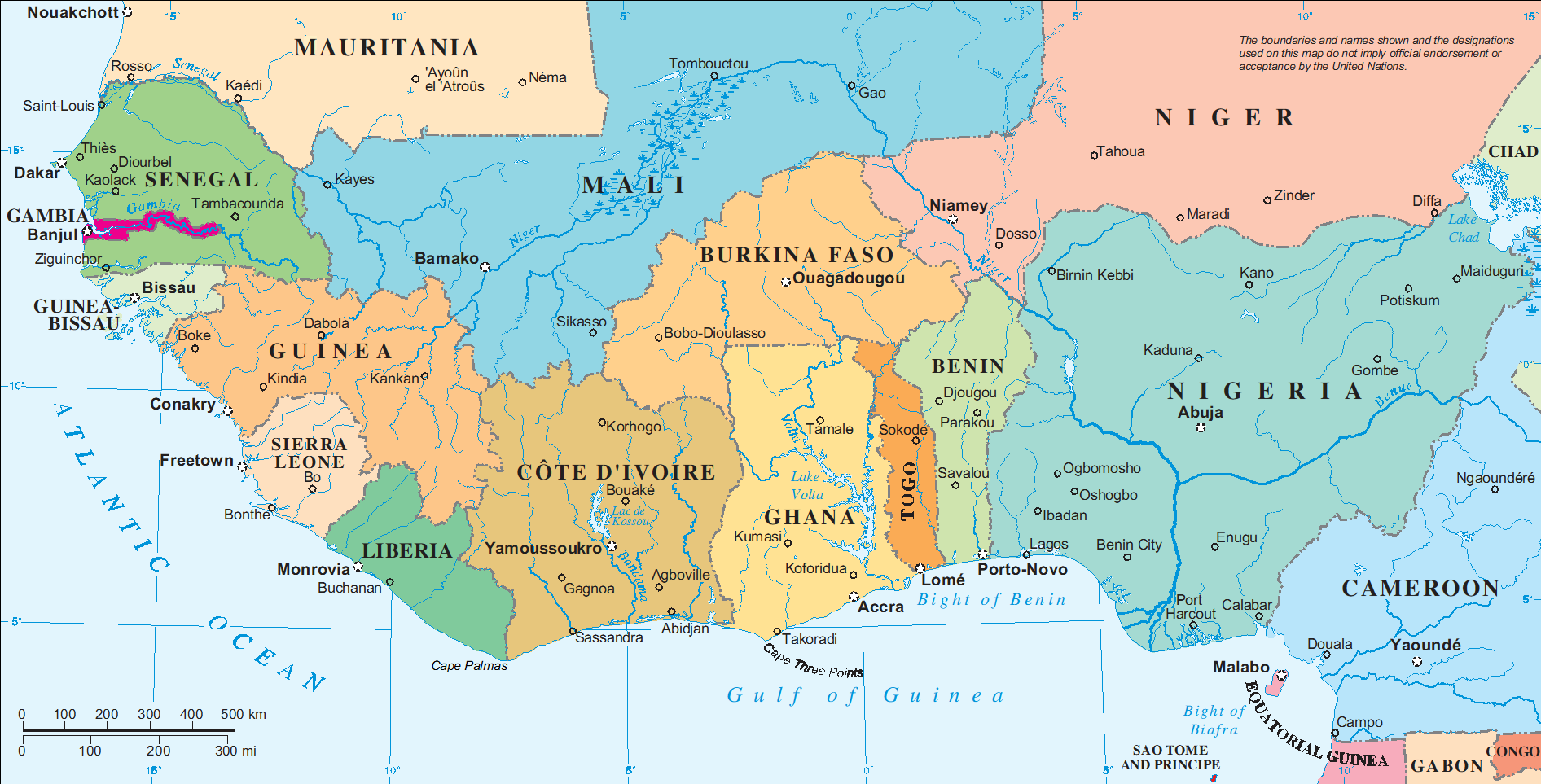
Politische Karte Westafrikas

Das United Nations Office for West Africa and the Sahel (UNOWAS, dt.: UN-Büro für West-Afrika und den Sahel) ist eine politische Mission der Vereinten Nationen mit Sitz in Dakar (Senegal). Es wurde 2002 gegründet für präventive Diplomatie, politische Mediation und Unterstützung in Westafrika und dem Sahel. Es wird verwaltet durch die UN-Abteilung für Politik und Peacebuilding (DPPA) (engl.: United Nations Department of Political and Peacebuilding Affairs).

## Geschichte und Auftrag
2016 wurde die Funktion des Sonderbotschafters für den Sahel (OSES) und das UN-Büro für Westafrika (UNOWA) in das UN-Büro für Westafrika und den Sahel (UNOWAS) zusammengeführt. UNOWAS ist federführend bei der Umsetzung der integrierten Strategie der Vereinten Nationen für die Sahelzone, wie sie im Juni 2013 vom UN-Sicherheitsrat gebilligt wurde.
Am 12. Februar 2016 übernahm Mohamed Ibn Chambas das Amt des UN-Sonderbeauftragten für Westafrika und den Sahel, die ehemalige UN-Sonderbotschafterin für den Sahel Hiroute Guebre Sellassie wurde seine Stellvertreterin.
UNOWAS soll durch präventive Diplomatie, politische Mediation und Förderung des Fortschritts in Westafrika und dem Sahel für Schaffung und Erhaltung von Frieden und demokratische Entwicklungen in Ländern der Region sorgen, die von vielfältigen Konflikten oder politischen Krisen betroffen sind.
UNOWAS arbeitet eng mit der Afrikanischen Union, der Westafrikanische Wirtschaftsgemeinschaft (ECOWAS), der Mano River Union, der Tschadseebecken-Kommission, der Golf-von-Guinea-Kommission und den G5 Sahel zusammen. Gemeinsam mit diesen und anderen regionalen Partnern setzt es auf regionale Lösungen bei länderübergreifenden Bedrohungen für Frieden und Sicherheit, wie Terrorismus und gewalttätigem Extremismus, transnationaler organisierter Kriminalität, Piraterie und Unsicherheit im Seeverkehr.
UNOWAS ist der Achtung der Rechtsstaatlichkeit, der Menschenrechte und der Einbeziehung der Geschlechterperspektive in die Konfliktprävention verpflichtet.

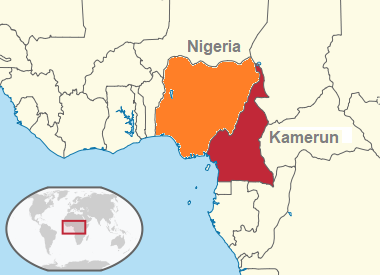
Kamerun und Nigeria schematisch

## Mediation im Bakassi-Konflikt
Der UN-Sonderbeauftragte für Westsahara und den Sahel und Vorsitzenden von UNOWAS leitet die gemischte Kamerun–Nigeria-Kommission (CNMC), die eingerichtet worden war, um das 2002 ergangene Urteil des Internationalen Gerichtshofs (ICJ) zum Kamerun-Nigeria-Grenzkonflikt umzusetzen. Das Mandat der gemischten Kommission beinhaltet die Demarkierung der 2.001 km-langen gemeinsamen Grenze auf Land und Meer mit Klärung der Befugnisse entlang der Grenze, Berücksichtigung der Situation der betroffenen Bevölkerung und Unterstützung vertrauensbildender Maßnahmen. Übereinkünfte zu den vier Abschnitten des ICJ-Urteils konnten erreicht werden, darunter die Entflechtung und Übertragung von Befugnissen in der Tschadsee-Region (Dezember 2003), entlang der Landgrenze (Juli 2004) und auf der Bakassi-Halbinsel (Juni 2006).
Die friedliche Übertragung staatlicher Autorität von Nigeria auf Kamerun in Bakassi im August 2008 markierte einen Meilenstein für die Implementierung der Rechtsprechung des Internationalen Gerichtshofs und friedliche Lösungen von bilateralen Grenzkonflikten. Die physische Grenzziehung in diesem Fall wurde durch die unsichere Lage in den Grenzgebieten erschwert, insbesondere durch die Gewalt, mit der das islamistische Boko Haram die gesamte Region überzieht.

## UN-Sonderbeauftragte
- Mohamed Ibn Chambas  Ghana,[8] April 2014 – April 2021

- Mahamat Saleh Annadif  Tschad,[8] April 2021 –